# Portugalsko na Letních olympijských hrách 2016
Portugalsko se účastnilo Letní olympiády 2016.

## Medailisté
| Medaile | Jméno            | Sport | Soutěž     |
| ------- | ---------------- | ----- | ---------- |
| Bronz   | Telma Monteirová | Judo  | Ženy 57 kg |